# 딕 포란

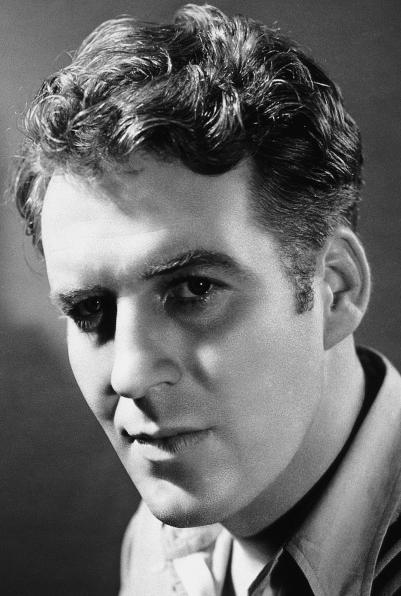

딕 포란(Dick Foran, 1910년 6월 18일 ~ 1979년 8월 10일)은 미국의 배우, 음악가, 가수, 텔레비전 배우, 영화배우이다.
파노라마시티에서 사망하였다. 사인은 심근 경색이다.

## 영화
- 래시 - 크리스마스 테일 (1963년)
- 도노반의 산호초 (1963년)
- 더 피어메이커스 (1958년)
- 페리 메이슨 (1957년)
- 34번가의 기적 (1955년)
- 디즈니랜드 (1954년) - 가브리엘 마리온 역
- 클라이막스! (1954년)
- 달려라 래시 (1954년)
- 스튜디오 원 (1948년)
- 미이라의 무덤 (1942년)
- 프라이벗 벅카루 (1942년)
- 인 더 네이비 (1941년)
- 포 마더스 (1941년)
- 마이 리틀 치카디 (1940년)
- 미이라의 손 (1940년)
- 네 명의 딸들 (1938년)
- 쉽메이트 포에버 (1935년)
- 댄저러스 (1935년)
- 스탠드 업 앤 치어! (1934년)
- 스튜던트 투어 (1934년)